# Brunvingad papegojnäbb
Brunvingad papegojnäbb (Sinosuthora brunnea) är en rätt liten bergslevande fågel i familjen papegojnäbbar inom ordningen tättingar. Den förekommer i Yunnan i södra Kina och i angränsande Myanmar. Beståndet anses vara livskraftigt.

## Utseende och läten
Brunhuvad papegojnäbb är en liten (12–13 cm) papegojnäbb, lik rosenpapegojnäbb men skiljer sig genom dämpat bruna vingar utan inslag av kastanjebrunt, men däremot mer kastanjefärgad på huvud och mantel. Vidare är den mycket mer vinröd på strupe och övre delen av bröstet med mörkare kastanjefärgad streck tydligt avgränsat mot ljusare, beigefärgad buk. Under födosök hörs ett ihållande kvitter.
Närbesläktade sichuanpapegojnäbben i sydvästra Sichuan och nordvästra Yunnan i Kina skiljer sig genom ljust öga, svart ögonring med vit utanför, blekare huvudsidor och mer gråvitt på strupe och bröst. Lätet är något raspigare.

## Utbredning och systematik
Brunvingad papegojnäbb delas in i tre underarter med följande utbredning:
- Sinosuthora brunnea brunnea – förekommer från östra och centrala Myanmar österut till södra Kina (västra och nordvästra Yunnan väster om Lijiangbergen och L Er Hai).
- Sinosuthora brunnea styani – förekommer i Dali-regionen i nordvästra Yunnan i södra Kina

Sichuanpapegojnäbb (S. ricketti) inkluderades tidigare i arten, men urskiljs sedan 2016 som egen art av Birdlife International och naturvårdsunionen IUCN, sedan 2023 av eBird/Clements och IOC baserat på skillnader i utseende och genetik.

### Släktestillhörighet
Tidigare inkluderades alla papegojnäbbar förutom större papegojnäbb i Paradoxornis. DNA-studier visar dock att större papegojnäbb och den amerikanska arten messmyg (Chamaea fasciata) är inbäddade i släktet. Paradoxornis har därför delats upp i flera mindre släkten. Initialt placerades brunvingad papegojnäbb med släktingar i släktet Sinosuthora, men detta har sedermera inkluderats i Suthora.

### Familjetillhörighet
DNA-studier visar att papegojnäbbarna bildar en grupp tillsammans med den amerikanska arten messmyg, de tidigare cistikolorna i Rhopophilus samt en handfull släkten som tidigare också ansågs vara timalior (Fulvetta, Lioparus, Chrysomma, Moupinia och Myzornis). Denna grupp är i sin tur närmast släkt med sylvior i Sylviidae och har tidigare inkluderats i den familj, vilket i stor utsträckning görs fortfarande. Enligt sentida studier skilde sig dock de båda grupperna sig åt för hela cirka 19 miljoner år sedan, varför tongivande International Ornithological Congress (IOC) numera urskilt dem till en egen familj, Paradoxornithidae. Denna linje följs här.

## Levnadssätt
Brunvingad papegojnäbb förekommer i buskar, snår och gräsmarker, ibland i öppen skog eller utmed skogsbryn. Arten är bergslevande och påträffas mellan 1525 och 2800 meters höjd. Fågeln häckar mellan april och juni. Den bygger ett prydligt litet skålformat bo som placeras i gräs eller lågt i ett snår, upp till 60 cm ovan mark. Däri lägger den två till fyra ägg, blekt till djupt blå.

## Status
Arten har ett stort utbredningsområde och internationella naturvårdsunionen IUCN kategoriserar arten som livskraftig. Beståndsutvecklingen är dock oklar.